# Heisteria silvianii
Heisteria silvianii är en tvåhjärtbladig växtart som beskrevs av Schwacke. Heisteria silvianii ingår i släktet Heisteria och familjen Erythropalaceae. Inga underarter finns listade i Catalogue of Life.